# Berengaria
Berengaria – imię żeńskie pochodzenia germańskiego, którego patronami jest dwóch św. Berengarów – z VII i XIII wieku – wspominanych jednego dnia. Imię to było często spotykane w możnych rodach zachodniej Europy we wczesnym średniowieczu.
Berengaria imieniny obchodzi 2 października.
Znane osoby noszące imię Berengaria:
- Berengaria Kastylijska, królowa Leónu jako żona Alfonsa IX oraz królowa Kastylii na mocy praw własnych
- Berengaria z Leónu, trzecia żona Jana z Brienne
- Berengaria z Nawarry, królowa angielska, żona króla Ryszarda I Lwie Serce